# Harald Brattbakk
Harald Martin Brattbakk (* 1. února 1971, Trondheim, Norsko) je bývalý norský fotbalový útočník. Nastupoval i v norské fotbalové reprezentaci. Mimo Norska hrál na klubové úrovni ve Skotsku a Dánsku.

## Klubová kariéra
Na klubové úrovni hrál v Norsku v mužstvech Kolstad IL, Rosenborg BK a FK Bodø/Glimt. S Rosenborgem získal 9 ligových a 3 pohárové triumfy. Ve Skotsku hrál za Celtic FC a v Dánsku za FC Kodaň, i v těchto klubech sbíral trofeje.
Celkem pětkrát se stal v dresu Rosenborgu nejlepším kanonýrem nejvyšší norské fotbalové ligy:
- v sezóně 1994 nastřílel 17 gólů (22zápasová sezóna)
- v sezóně 1995 nastřílel 26 gólů (26zápasová sezóna)
- v sezóně 1996 nastřílel 28 gólů (26zápasová sezóna)
- v sezóně 2002 nastřílel 17 gólů (26zápasová sezóna)
- v sezóně 2003 nastřílel 17 gólů (26zápasová sezóna)

## Reprezentační kariéra
V A-týmu Norska debutoval 6. 2. 1995 v přátelském utkání v kyperské Larnace proti týmu Estonska (výhra 7:0). Při své premiéře vstřelil dva góly. Celkem odehrál v letech 1995–2004 za norský národní tým 17 zápasů a vstřelil 5 gólů.